# Szymaki (województwo mazowieckie)
Szymaki – wieś sołecka w Polsce położona w województwie mazowieckim, w powiecie płońskim, w gminie Płońsk. Leży przy DK7.
W latach 1975–1998 miejscowość położona była w województwie ciechanowskim.